# Ford Racing
Ford Racing je závodní divize automobilky Ford. V současnosti se zaměřuje na soutěže Rally, NASCAR, Mistrovství světa cestovních vozů, V8 SuperCars, Grand-Am, FIA GT, Formule Drift, Formule Ford a ADAC GT Masters. Tým má za sebou mnoho titulů v rally a známý jeho rallyový model je Ford RS200. V současnosti je jejich vozem Ford Fiesta RS WRC.

## Rally
Ford do rally postavil mnoho aut dnes má mnoho vozů Fiesta a vyvíjí další. Jsou tu: Fiesta S2000, Fiesta RS WRC, Fiesta R2, Fiesta RRC a nejnovější Fiesta R5. Série Fiest nahradila předchozí sérii Focusů které nahradily předtím Escorty a ty Sierry. Poslední titul v poháru konstruktérů Ford vyhrál s Focusem WRC v roce 2007 s jezdci Marcusem Grönholmem a Mikkem Hirvonenem. Dnes[kdy?] v rally provozuje tým Qatar M-Sport World Rally Team s jezdci Madsem Ostbergem, Jevgenijem Novikovem, Nasserem Al Attiyahem a lídrem týmu Thierry Neuvillem. Šéfem týmu je Malcolm Wilson.

## Historie
Již před tím ale tým připravoval vozy Ford Lotus Cortina a Ford Escort a Ford Capri první generace. Velice úspěšným vozem se stal Escort RS 1800 postavený na základu druhé generace. V éře skupiny B se tým od sezony mistrovství světa v rallye 1986 účastnil s vozem Ford RS200. Po zrušení skupiny B se chvíli objevovaly vozy Escort RS2000, ale výraznějších úspěchů získal tým s upraveným vozy Ford Sierra Cosworth, Sierra RS Cosworth a Sierra XR4i. Po diskvalifikaci týmu Toyota Motorsport se hlavní hvězdou týmu stal Carlos Sainz. V sezoně 1996 získal s vozem Ford Escort RS Cosworth titul vicemistra.
Od následující sezony vstoupily v platnost předpisy o kategorii WRC a tým Ford byl jeden z prvních dvou, které se do této kategorie zapojily. Od sezony 1999 začal tým nasazovat Ford Focus WRC a stal se tak prvním týmem mistrovství světa, který představil druhý vůz specifikace WRC. Týmovým jezdcem se stal Colin McRae, který v týmu vydržel až do sezony mistrovství světa v rallye 2003. Toho od roku 2000 doplnil navrátivší Sainz a Francois Delecour. V nižší kategorii tým pravidelně nasazoval vozy Ford Puma Kit Car a Puma S1600. Když Puma zestárla, nahradil jí nový typ Ford Fiesta S1600.
Od roku 2002 se v týmu objevil ještě Markko Märtin. Focus byl kompletně přepracován v roce 2003, kdy do týmu přišel Mikko Hirvonen. Od roku 2006 byl představen speciál na základě druhé generace Focusu. Členem týmu se stal Marcus Grönholm. Od roku 2010 se tým začal angažovat i v šampionátech IRC a SWRC s novým vozem Ford Fiesta S2000. Prvním startem tohoto vozu byla Rallye Monte Carlo 2010, kde Hirvonen zvítězil. Od sezony Mistrovství světa v rallye 2011 tým startuje s vozy Ford Fiesta RS WRC.

## Galerie

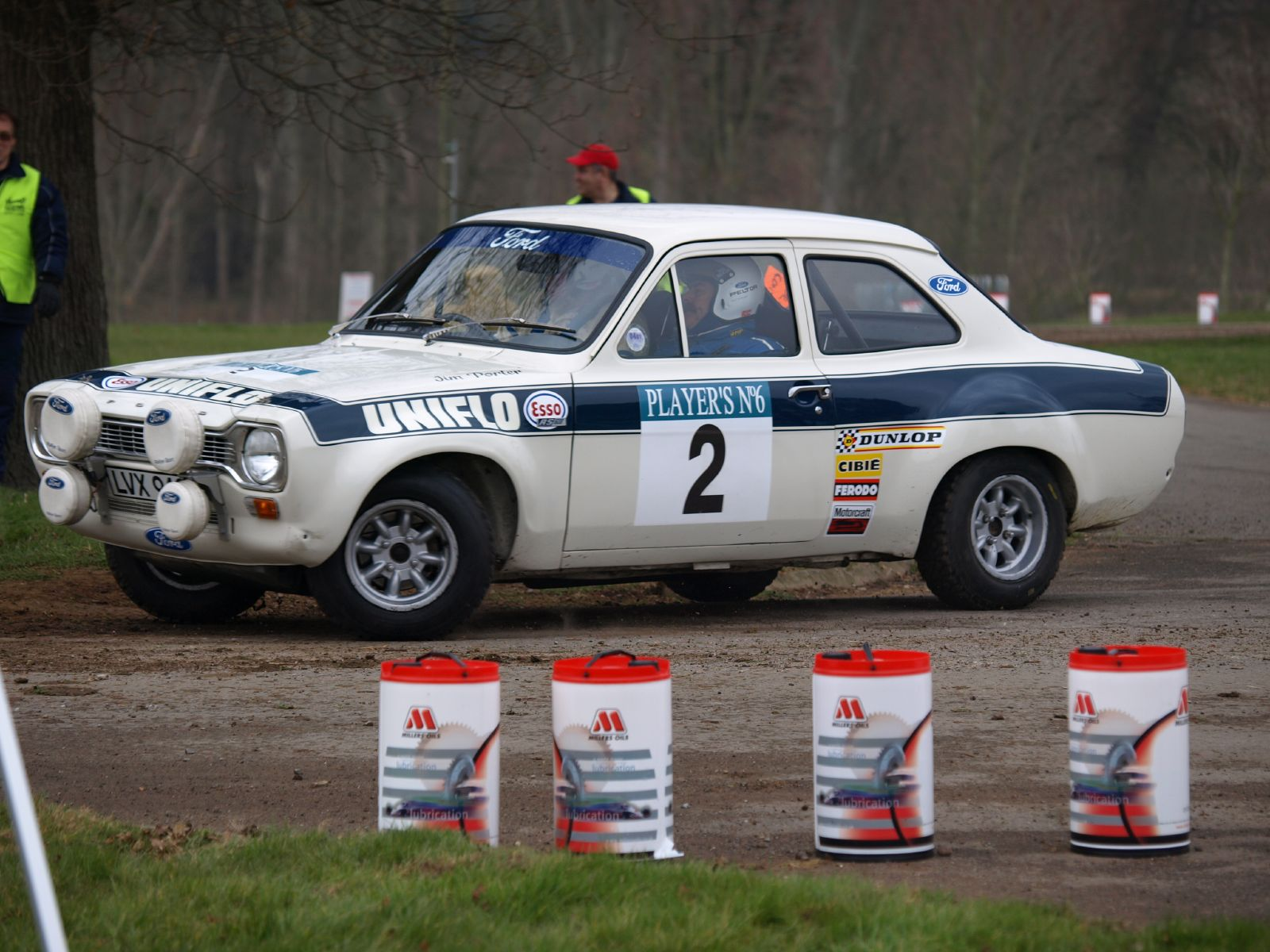
Escort Mk. I RS1600
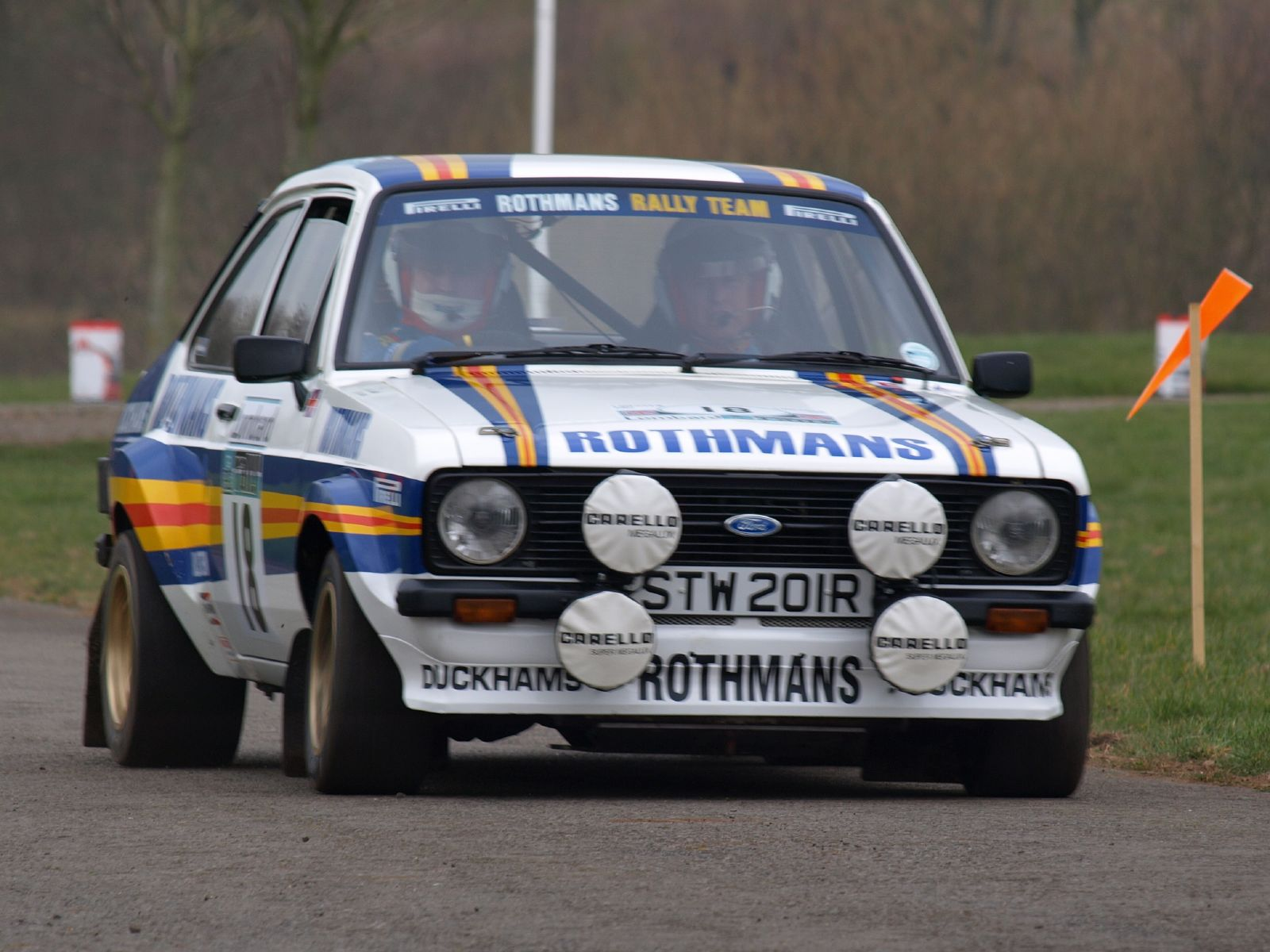
Escort RS1800
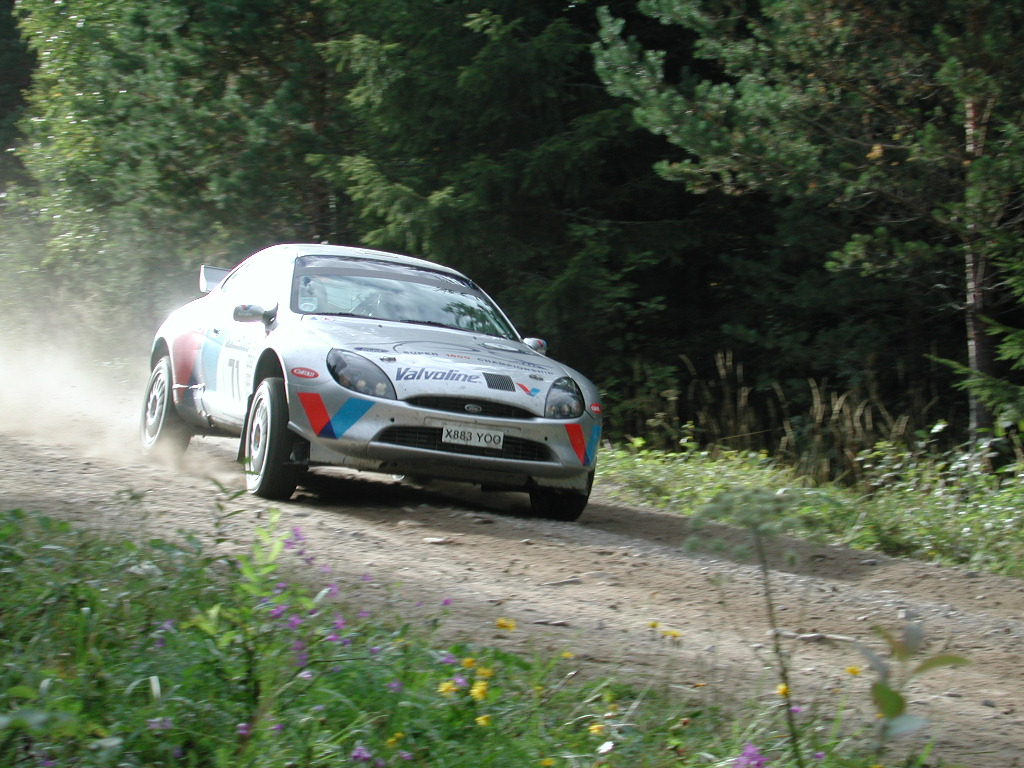
Puma S1600
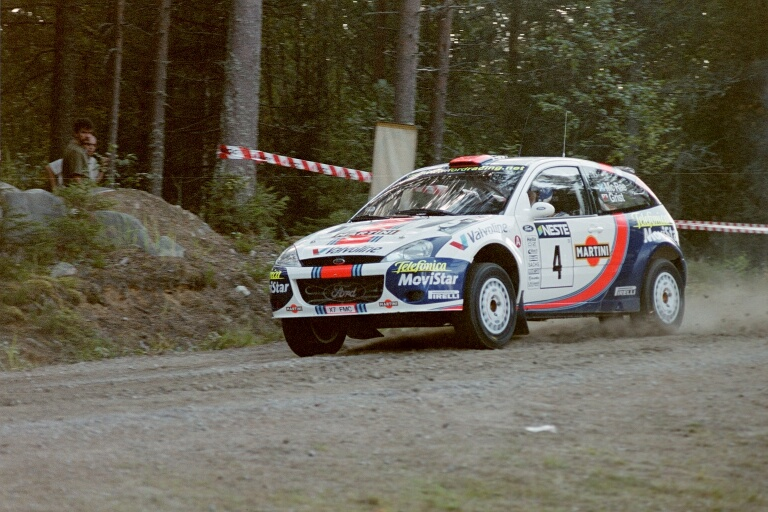
Focus RS WRC 2001
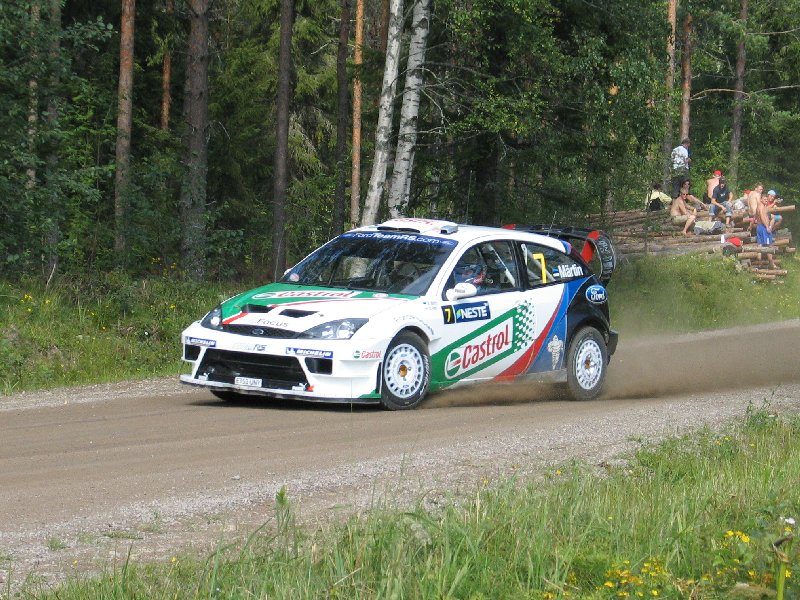
Focus RS WRC 2004